# Чоловіча проституція

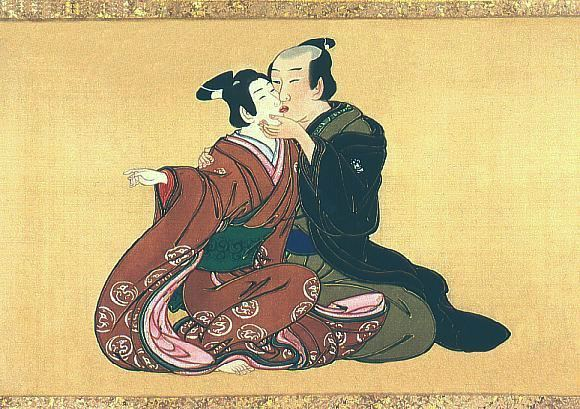
Іссьо Міягава. Самурай цілує актора чоловічої статі, бл. 1750

Чоловіча проституція — надання чоловіками сексуальних послуг чоловікам і/або жінкам за матеріальну винагороду. Чоловіча проституція завжди була, в першу чергу, орієнтованою на чоловіків, а не на жінок  . Вона поширена менше за жіночу, хоча і має приблизно однаковий термін давності. Чоловіча проституція також вивчена менше, ніж жіноча. Багато в чому це пояснюється табуюванням теми гомосексуальності в суспільстві.

## Історія чоловічої проституції

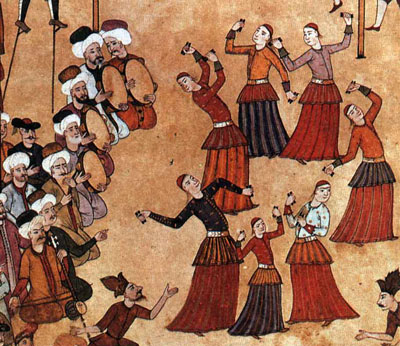
Сурнаме-і Вехбі. Кучекі. 1720.
Кучек — молодий танцюрист і виконавець сексуальних послуг в Османській імперії.

Корені чоловічої проституції йдуть у глибоку давнину. Так само, як і жіноча, чоловіча проституція була звичайним явищем в Китайській імперії, Стародавній Греції і Стародавньому Римі, де вона навіть регулювалася державою. Пізніше чоловіча проституція виникла і в багатьох інших країнах, набуваючи як легальних, так і нелегальних форм.

### Античний світ
У Стародавній Греції гомосексуальна проституція була поширеною і регулювалася спеціальними законодавчими актами. Згідно із законами Солона, гомосексуал-жиголо не мав права обіймати державні посади, а також бути адвокатом і архонтом. Розвиток гомосексуальної проституції відмічали Ксенофонт і Арістофан. У Афінах навіть існували чоловічі будинки розпусти. Проте вільнонароджений афінянин не міг займатися проституцією і, у разі викриття в сексуальному зв'язку з іншим чоловіком за гроші або інші матеріальні блага, втрачав свої громадянські права, не міг обіймати виборну посаду, виконувати жрецькі функції і навіть виступати в народному зібранні або перед радою старійшин. На військовополонених, метеків і іноземців ці заборони не поширювалися.
У Стародавньому Римі основний контингент чоловіків-проститутів складали «хлопчики для насолод» у середньому від 12 до 18 років, лави яких складали військовополонені і раби, що займають найнижчу касту проститутів. Традиційними представниками чоловічої проституції були також кінеди, які були трохи старшими; вони виконували танці біля винних крамниць і там само укладали угоди з клієнтами. Кінеди вважалися середньою кастою проститутів, на вершині ієрархії знаходилися музично освічені проститути і актори. Хлопчики від 12 до 18 років вживалися переважно для пасивних зносин, тоді як доросліші проститути слугували для взаємного задоволення. У Римі існували і чоловічі публічні будинки.
Клієнтами чоловіків-проститутів були люди з різних станів, від рабів до римських імператорів. Завдяки високим гонорарам від багатих клієнтів деякі раби-проститути навіть могли викупити собі свободу. Під час імперії розвинувся звичай заводити чоловіків-метресс, які часто набували значні багатства від своїх знатних коханців.

### Стародавній Схід

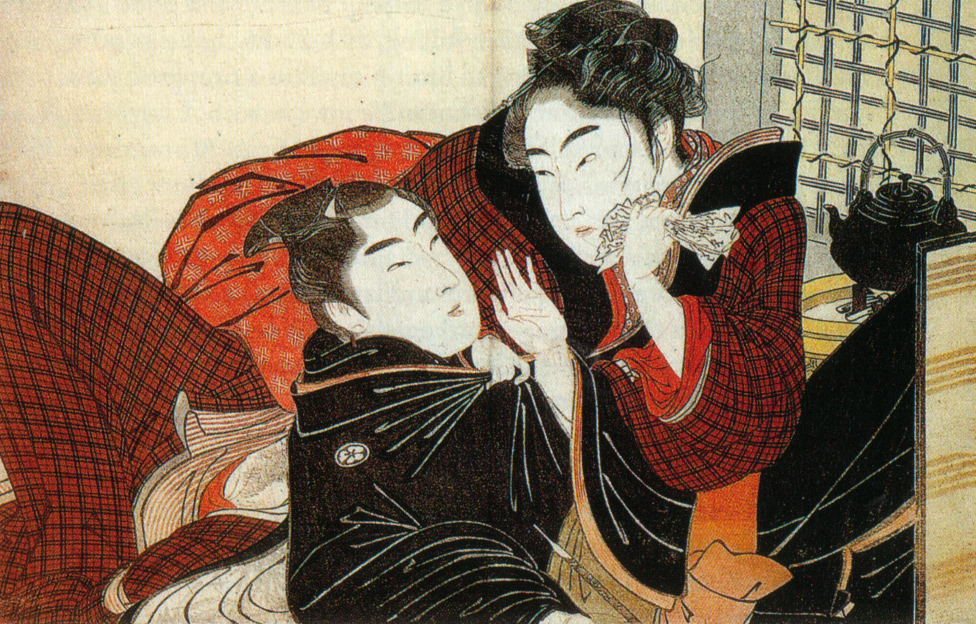
Кітагава Утамаро. «Кагема і клієнт». Кольорова гравюра на дереві. 1788.

Чоловіча проституція була поширена і на Сході. Японські жерці мали заборону на секс з жінками, проте їм дозволялося користуватися послугами чоловіків-повій. Чоловіча гомосексуальна проституція у Стародавньому Китаї і Японії тісним чином була пов'язана з театром, де жіночі ролі виконували лише юнаки. Ці актори, навчені жіночим манерам, складали основне ядро чоловічої проституції в цих державах. Японські кагеми, що проходили навчання в театрі кабукі, обслуговували як чоловіків, так і жінок. Та і самі актори кабукі, в якому усі ролі виконували тільки чоловіки, нерідко займалися проституцією.
Для професійної чоловічої проституції, що не належить до театру, в Китаї існували спеціальні школи, в яких навчалися викрадені або куплені хлопчики.
У країнах Близького Сходу проституцією займалися хлопчики-танцюристи, одягнені в жіночі сукні і танцюючі в кав'ярнях або на міських площах, де вони також відверто пропонували і свої послуги перехожим. Прикладами добровільної або змушеної проституції на Сході можуть бути кучеки, бача-базі.
Сексуальні послуги часто надавалися в громадських лазнях банниками і масажистами. Подібні явища описуються не лише в античних Греції і Римі, але також і в Індії, Японії та мусульманських країнах Сходу. Проституйовані чоловіки в лазнях обслуговували не лише чоловіків, але й жінок, проте у східних країнах чоловіча гомосексуальна проституція набуває більшого поширення, ніж гетеросексуальна, що пояснюється розділенням статей у лазнях і суворою забороною на доступ чоловікам у жіночі лазні.
Чоловіча гомосексуальна проституція також була дуже поширеною в доколумбовій Америці, Африці і стародавній Індії.

### Християнська епоха
Банна проституція була принесена в Європу зі сходу в часи хрестових походів. Найбільшого розмаху це явище набуло в Європі XVIII століття. У російській літературі подібний бордель описаний М. Кузміним у повісті «Крила» (1906). Повідомлення в пресі про відвідування спадкоємцем британського престолу фешенебельного борделю в центрі Лондона (1889) мало не привели до його усунення від спадкоємства.

## Чоловіча проституція сьогодні
Чоловіча проституція завжди була більше орієнтованою на клієнтуру чоловічої статі, а не жіночої. Це пояснюється двома головними чинниками:
- Жінки рідко мали перевагу в соціальному або матеріальному плані настільки, щоб мати можливість купувати сексуальні послуги чоловіків.
- Бісексуальні і гомосексуальні чоловіки є досить великою за чисельністю меншістю. Деякі представники цих меншин охоче купують сексуальні послуги, пропоновані іншими чоловіками.

Основні клієнти чоловічої проституції — одружені чоловіки середнього віку (від 35 до 55 років і старше), як правило із солідним соціальним становищем. Переважно це чоловіки, незадоволені своїм сексом у гетеросексуальному шлюбі, але часто це також і бісексуальні люди, що шукають гострих відчуттів поза шлюбом, на стороні. Чоловіки-проститути, що обслуговують жінок, — досить рідкісне явище.
Важливо відмітити, що проституцію, за якої чоловіки надають сексуальні послуги чоловікам, не зовсім коректно називати гомосексуальною, оскільки далеко не всі такі проститути і їх клієнти є гомосексуалами, хоча вони і демонструють гомосексуальну поведінку.
Проститутів, що надають послуги жінкам, часто називають жиголо, а проститутів, що обслуговують чоловіків — хастлерами.
Також у своїй книзі "Notre Dame d'Ukraine: Українка в конфлікті міфологій" Українська письменниця XXI століття Забужко Оксана Стефанівна описала статистичні дані про кількість та поширеність проституції в Україні зсилаючись й в тому числі на статистичні дані гей знайомств в Україні  в яких більше 3-х тис. чоловіків віком від 19 до 60 років надають секс-послуги як за гроші 38% так і безкоштовно.62%.
Серед мотивів, що штовхають хлопців на заняття проституцією, Вейсберг виділяє наступні три групи мотивів: 87 % — потреба в грошах; 27 % — тяга до сексу і 19 % — розвага і жага пригод.
На відміну від жінок-повій, що працюють переважно в борделях або на вулиці, чоловіки-проститути заводять контакти з клієнтами переважно в барах, кафе, туалетах, парках чи з допомогою сайтів знайомств. Торгівля людьми, сутенерство і чоловічі борделі досить рідкісні у сфері чоловічої проституції. Більшість чоловіків працюють поодинці і самостійно. Особливо привабливі чоловіки зазвичай працюють в спеціальних агентствах ескорт-послуг.

## Гомосексуальна чоловіча проституція

### Сексуальна орієнтація проститутів і їхніх клієнтів
Згідно з проведеними в США і Канаді дослідженнями, лише близько половини проститутів, що пропонують сексуальні послуги чоловікам, гомосексуальні, третина бісексуальна, і близько 20 % є гетеросексуалами. Сьогодні число гетеросексуалів у сфері проституції для чоловіків збільшується.
Більша частина проститутів, не будучи гомосексуалами, вимушені надавати сексуальні послуги чоловікам, не бачачи іншого способу заробітку і випробовуючи при цьому відразу до одностатевого сексу. Багато хто з них навіть має сім'ї та дітей і приховує від них походження свого заробітку. Збільшення кількості гетеросексуалів в секс-бізнесі пов'язане, зокрема, з ростом попиту у клієнтів-чоловіків на маскулінних проститутів.
Чоловіча гомосексуальна проституція, на думку багатьох дослідників, в корені відрізняється від гетеросексуальної проституції і характером стосунків з клієнтом. При гетеросексуальній (особливо жіночій) проституції клієнт є тим, хто керує усім процесом. У цьому випадку людина, що надає сексуальні послуги, виконує побажання клієнта, який часто проявляє агресивність і вимагає виконання своїх фетишистських фантазій. У чоловічій гомосексуальній проституції усе з точністю до навпаки: проститут у більшості випадків сам вирішує, як далеко він дозволяє зайти клієнтові. Багато проститутів пропонують лише мастурбацію або дозволяють клієнтові зробити собі феляцію. Особливо це стосується випадків, при якому проституюючий чоловік є гетеросексуалом або бісексуалом. У цьому випадку спектр його послуг чітко встановлений і обмежений, а сексуальна агресивність часто проявляється, навпаки, по відношенню до клієнта. Такі ж практики, як пасивний анальний секс, залишаються табу, особливо у вуличних проститутів, що, як правило виросли в нижчих соціальних шарах і часто дотримуються думки, що, поки вони не виконують «жіночу» роль в сексі (пасивний анальний секс і активна феляція), вони залишаються гетеросексуалами і не втрачають своєї мужності. Інші проводять чітку межу між роботою (де вони виконують усі побажання клієнта) і своєю істинною сексуальністю.
Головною причиною, з якої чоловіки звертаються до проститутів, є наявність у них сексуальних потреб і бажань, які з тих або інших причин не можуть бути задоволені. Фетишистські фантазії можуть бути втілені у деяких «хлопчиків за викликом», які за більшу платню, ніж звичайні вуличні проститути, як правило, виконують усі побажання клієнта.
У сучасній Західній Європі значний відсоток чоловіків-проститутів, що надають сексуальні послуги чоловікам, складають вихідці зі Східної Європи, наприклад, більшість проститутів у Берліні є вихідцями з Румунії. Багато хто з них вирушає на заробітки, щоб забезпечити свої сім'ї і дітей, проте, не знайшовши роботи, стають залученими в проституцію..

### Вік чоловіків-проститутів і їхніх клієнтів
Основні постачальники сексуальних послуг на ринку чоловічої гомосексуальної проституції — молоді хлопці і юнаки, а основні споживачі — дорослі і літні чоловіки, що «більше не витримують конкуренції на вільному ринку». Крім того, типовими клієнтами є ефебофіли (чоловіки, що віддають перевагу хлопцям підліткового і юнацького віку), а також молоді геї, яким буває складно знайти партнера з причини своєї фізичної непривабливості.
Для чоловіка-проститута найважливіше значення мають молодість і гарний зовнішній вигляд, тому «кар'єра» чоловіка у сфері секс-послуг зазвичай набагато коротша, ніж у жінок. У більшості випадків чоловіки займаються проституцією лише короткий проміжок часу і тільки при певних обставинах. Тому їм легше покінчити із заняттями проституцією. Часто наданням секс-послуг займаються підлітки, заробляючи гроші на «кишенькові витрати», або ж студенти, які таким чином оплачують своє навчання. У інших випадках до проституції вдаються бездомні підлітки, що втекли від батьків, або безробітні і бездомні молоді чоловіки. Проте і вони залишаються прив'язаними до світу платного сексу лише впродовж декількох років, поки на них не зникне попит. Основний вік чоловіка-проститута — від 18 до 25 років (часто можна зустріти проститутів 14-16 років). Після 30 років у сфері секс-послуг залишаються лише одиниці.
Основна маса клієнтів — чоловіки старшого, у тому числі й літнього віку. Переважно це чоловіки, незадоволені своїм сексом в гетеросексуальному шлюбі, але часто це також і бісексуальні люди, що шукають гострих відчуттів поза шлюбом, на стороні. Чоловіки, які називають себе гетеросексуалами, багато з яких перебуває в шлюбі і має дітей, складають, за деякими даними, до 60 % клієнтів чоловіків-проститутів.

### Ризики
Чоловіки-проститути складають найуразливішу групу в частині передачі ВІЛ. Так, дослідження в Іспанії 2000—2009 років, у рамках якого розглядалися дані 236 939 тестів на ВІЛ, проведених для 165 745 фізичних осіб, показало, що при загальній поширеності ВІЛ серед осіб, що пройшли тестування, в 2,5 %, найбільший показник інфікування ВІЛ (19 %) спостерігався в підгрупі чоловіків-проститутів, що мають секс з чоловіками.

## Типологія чоловіків-проститутів

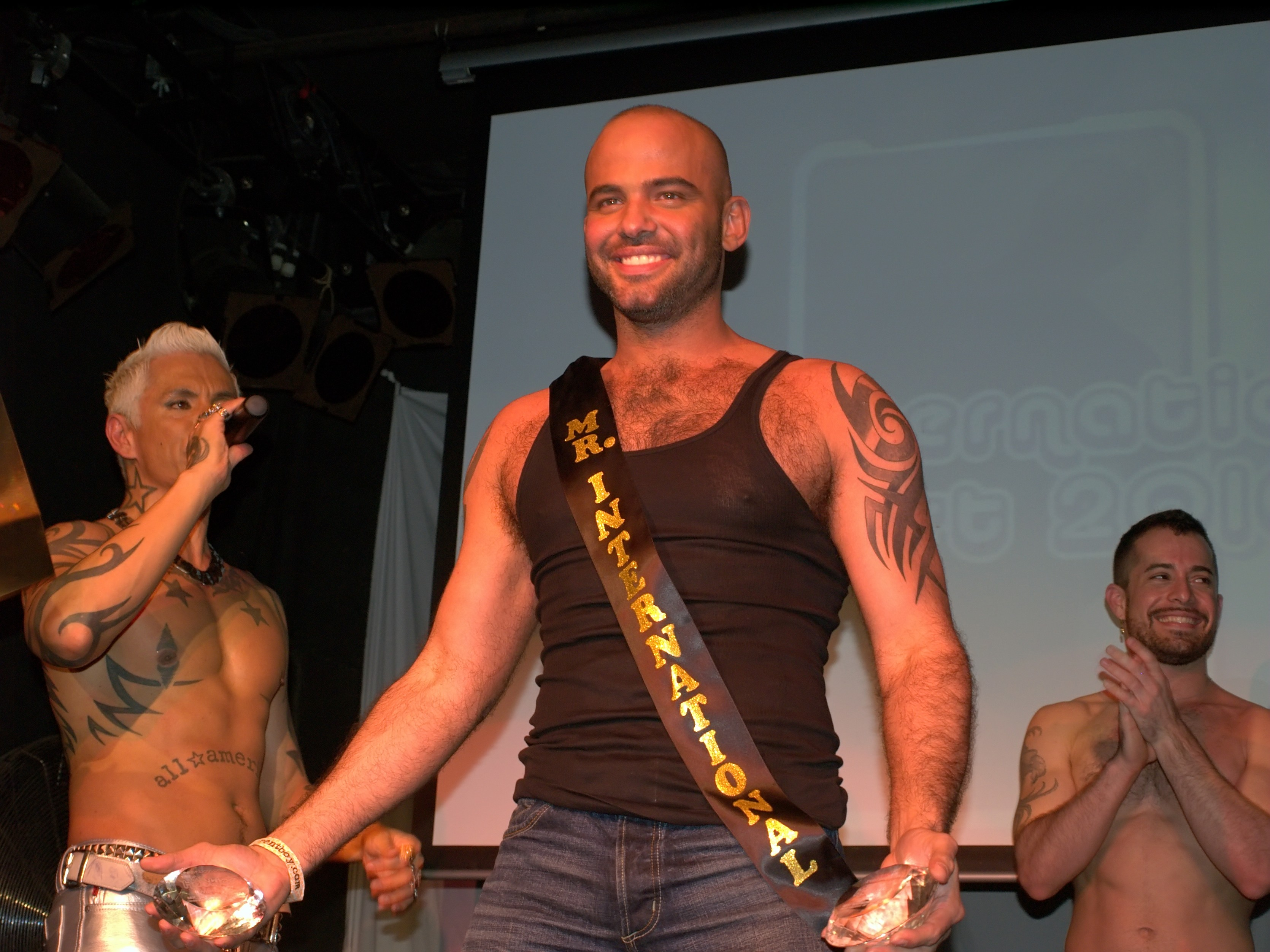
Переможець міжнародного конкурсу «Містер Ескорт 2010». Конкурс влаштовується провідними гей-порно-студіями світу.

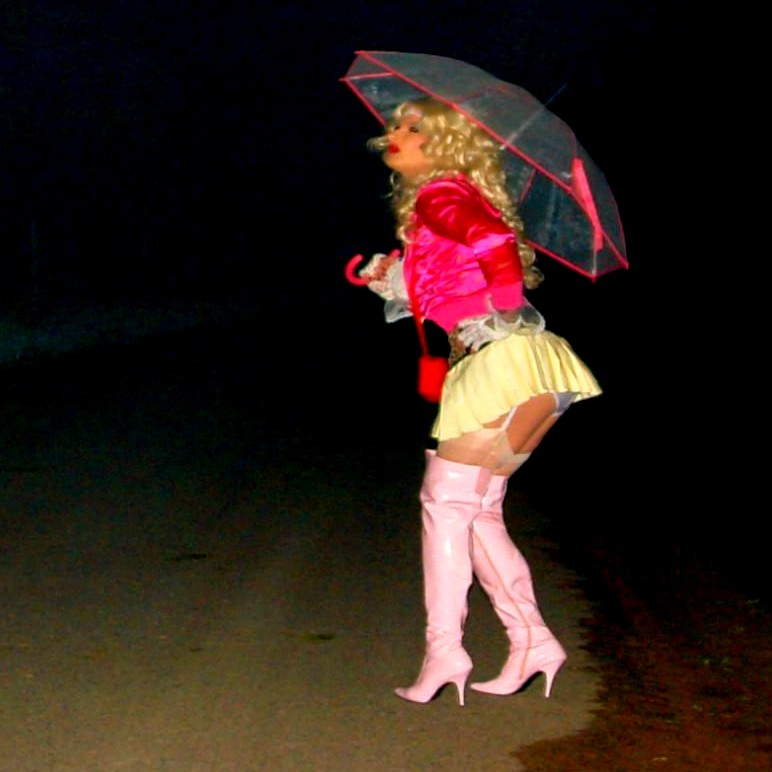
Вуличний проститут-трансвестит в Німеччині.

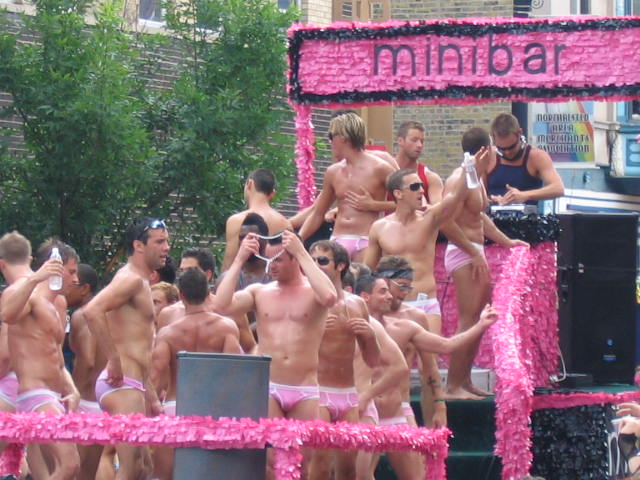
Гоу-гоу-танцюристи на гей-параді в Чикаго в 2008 році.

Чоловіків, що пропонують сексуальні послуги для чоловіків, можна умовно розділити на чотири групи:
- Чоловіки, які шукають клієнтів на вулицях або в гей-барах.
- Співробітники спеціалізованих закладів.
- «Хлопчики за викликом» і ескорт.
- «Хлопчики на утриманні».

Окремою «екзотичною» групою проститутів є чоловіки-кросдресери, що переодягаються в жіночу сукню та засвоюють жіночі манери.
Чоловіки, що надають сексуальні послуги жінкам, зазвичай поділяються на дві основні категорії:
- Жиголо — тимчасові коханці.
- «Хлопчики за викликом» і ескорт.

Чоловіки, що продають свої сексуальні послуги жінкам, не піддаються соціальній стигматизації в тій же ступені, що і чоловіки, які займаються гомосексуальною проституцією. Для багатьох з них проституція є лише тимчасовим заняттям. Вони рідко почувають себе приниженими і використаними, і їм також легше вдається покласти край своїй проститутській кар'єрі.

### Вуличні хлопчики
Найбільш традиційною і найпоширенішою формою чоловічої гомосексуальної проституції є вулична проституція — пропозиція своїх сексуальних послуг на тротуарах, у громадських парках, біля вокзалів і громадських туалетів. Такі проститути часто називаються хастлерами (від англ. hustler).
Більшість вуличних проститутів зростають в неблагополучних сім'ях і в оточенні людей, що зловживають наркотиками і ведуть безладне статеве життя. Часто вони втікають з будинку в підлітковому віці, не мають професійної або навіть закінченої шкільної освіти, живуть на вулиці або задовольняються тимчасовими нічліжками у знайомих, клієнтів. Зазвичай такі проститути не дуже піклуються про засоби захисту або не мають достатніх знань про шляхи поширення інфекцій, що передаються статевим шляхом. Іноді молоді хлопці з неблагополучних сімей, а також діти з провінції, що не мають достатньої освіти, легко стають жертвою сутенерів, які підсаджують їх на наркотики. Клієнтами вуличних проститутів часто стають наркомани і різні маргіналізовані особи.
Трохи вище в ієрархії знаходяться хастлери, що працюють в гей-барах. Деякі з них можуть навіть регулярно працювати в одному й тому ж барі, розділяючи частину свого доходу з власником закладу. Іноді хастлери в ході своєї «кар'єри» змінюють напрям своїх послуг, стаючи «хлопчиками за викликом», які стоять в ієрархії чоловічої проституції на порядок вище.

### Хлопчики за викликом і ескорт
На наступному щаблі ієрархії знаходяться так звані «колл-бої» (англ. call-boy) або «хлопчики за викликом», що рекламують свої послуги в газетах і журналах для геїв, через спеціалізовані інтернет-сайти або знаходять собі клієнтів за рекомендаціями. Так само, як і «дівчатка за викликом», вони працюють або самостійно, або на відповідні агентства. Часто у «колл-боїв» є свої постійні клієнти Як правило, «хлопчики за викликом» мають закінчену професійну освіту, і доходи від проституції для них не єдиний заробіток..
Особливо привабливі чоловіки влаштовуються на роботу в ескорт-агентства. Як і жінки в цьому бізнесі, чоловіки платять агентству або фіксовану суму, або певний відсоток від свого заробітку. Загалом робота «хлопчиків за викликом», що надають послуги чоловікам або жінкам, мало чим відрізняється від «дівчаток за викликом», які працюють з чоловіками.
На відміну від клієнтів-чоловіків, клієнток жіночої статі, які звертаються до послуг «колл-боїв», зазвичай цікавить не лише красива зовнішність чоловіка, але від нього також очікується наявність гарних манер, здатність проявити чуйність до настрою і бажань жінки, а також уміння підтримати розмову на будь-яку тему.

### Співробітники спеціалізованих закладів
Окремо можна виділити чоловіків, що працюють стриптизерами і танцюристами в стриптиз-клубах і секс-кінотеатрах, де напівголі або повністю оголені танцюристи-чоловіки розважають чоловіків відвідувачів закладу. За додаткову платню деякі танцюристи доступні і для «інтимних послуг» в окремих кімнатах. Крім того, секс-послуги можуть надаватися в гей-саунах.
Чоловічі борделі (як для жінок, так і для чоловіків) не отримали поширення, хоча і працюють в деяких країнах.

### Хлопчики на утриманні
Деякі молоді чоловіки стають «хлопчиками на утриманні», стаючи постійними супутниками заможних старших чоловіків і пропонуючи їм свої сексуальні послуги в обмін на житло, харчування, кишенькові гроші або навіть зарплату. Подібні зв'язки можуть тривати від декількох тижнів і місяців до багатьох років. У останньому випадку зв'язок між двома чоловіками може мінятися з часом настільки, що в результаті він більше не асоціюється з проституцією.

### Жіночий секс-туризм
Деякі заможні жінки середнього віку (в основному мешканки Північної Америки, Європи і Японії) воліють заводити собі молодих коханців-жиголо. У пошуках сексуальних пригод вони зазвичай виїжджають на курорти Південної Європи, Африки або на Карибські острови. Такий «секс-туризм» значно процвітає в країнах, де більшість представників чоловічої статі або безробітні, або виконують низькооплачувану роботу.
Зазвичай такі шукачки курортних пригод подорожують самостійно і шукають свого жиголо серед місцевих працівників готелю, офіціантів, барменів, садівників, таксистів, гідів, охоронців, обслуговувального персоналу на пляжі. Плата за послуги часто здійснюється у формі запрошення на вечерю, купівлі одягу, подарунків або ж просто готівкою. Іноді чоловік навіть не вимагає ніякої компенсації в обмін. Чоловіки, що йдуть на подібні пригоди, рідко почувають себе приниженими або використаними. Навіть приймаючи подарунки і гроші за свої сексуальні послуги, вони не вважають свої дії проституцією.
Жиголо часто стають соціальним компаньйоном жінки, а не тільки її сексуальним партнером. Часто вони прикидаються, що переживають романтичний потяг до своєї «клієнтки». При такому виді проституції обмін грошей на сексуальні послуги відбувається не так явно, як у більшості взаємодій між продавцями секс-послуг і їхніми клієнтами. Жінкам, що віддають перевагу подібним «курортним романам», слід бути дуже обережними і не забувати про зростаючий рівень зараженості ВІЛ серед чоловічого населення країн, що розвиваються, особливо на Карибських островах і в Африці.

### Кримінальна проституція
До особливої групи належать проститути, які працюють в малих групах і займаються нападом на своїх клієнтів-чоловіків і їхнім грабежем. Найчастіше таким злочинцям від 14 до 17 років. Зазвичай один з них знаходить клієнта, який погоджується заплатити за феляцію. Потім вони групою нападають на клієнта в обумовленому місці зустрічі і грабують його. Під демонстративною гомофобією часто у таких злочинців можуть приховуватися сильні гомосексуальні почуття. Пограбувати клієнта може і проститут-одинак, підсипавши йому що-небудь в напій або їжу. Подібні напади в пострадянському гей-слензі отримали назву «ремонт».

### Армійська проституція
Окреме місце займає чоловіча проституція в армії, де солдати (як добровільно, так і з примусу) надають сексуальні послуги чоловікам і жінкам. За даними Міжнародної комісії ООН з боротьби з сексуальною експлуатацією людей, Росія на 2005 рік була одним з лідерів із залучення солдатів до проституції і порнобізнесу.

## Чоловіча проституція в кіно
Темі чоловічої проституції присвячена низка кінофільмів. Гомосексуальні проститути часто стають героями фільмів представників New Queer Cinema, наприклад, Грегга Аракі («Оголений дріт», «Загадкова шкіра»), Ґаса Ван Сента («Мій власний штат Айдахо»), Брюса Ля Брюса («Супер 8 1/2», «Білий хастлер»), Рози фон Праунгайма («Хлопчики з вокзалу Цоо»).